# Schneeburg (Adelsgeschlecht)

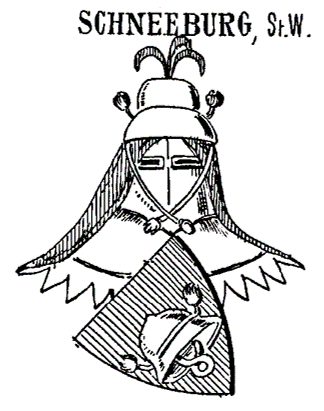
Stammwappen derer von Schneeburg bei Johann Siebmacher

Die Freiherren von Schneeburg, auch Schneeburg zu Saltaus, auf der Platten und zu Rubein, sind ein Tiroler Adelsgeschlecht aus dem Passeiertal. Die Familie ist zu unterscheiden von den Freiherren von Schneeberg.

## Geschichte
Um 1370 tritt Peter Schneeberger als adeliger Freihofbesitzer zu Zimmers auf, mit dem die gesicherte Stammreihe beginnt. 1409 ist Petrus dictus Sneberger im Besitz des Bürgerrechts der Stadt Meran. Daraufhin besaßen 1476 Sigmund und 1489 Ludwig einen Garten, Felder und Zehnten zu Zimmers als landesfürstliches Lehen. Anna Linger brachte ihrem Ehemann Ludwig den Schildhof Saltaus ein, welcher 1511 als Angehöriger der Ritterschaft versteuert wurde. Am 16. Oktober 1555 bestätigte Kaiser Ferdinand I. dem Sohn oder Enkel von Ludwig, Hans, Pfannhaus-Amtmann in Hall, den alten Adel und die Vermehrung seines Wappens mit dem Titel zu Saltaus.
Am 3. März 1581 bewilligte der Tiroler Landesfürst Erzherzog Ferdinand II. dem Sohn von Hans, Rupert, einen von ihm „zu Miels nächst Hall“ erbauten Ansitz „zu des Landes Schutz und Trutz zu befestigen“ und zugleich das Prädikat „von Schneeburg“ für sich und seine Nachkommen zu führen. Durch die Ehe von Ludwig, Sohn von Rupert, mit Marianna v. Wanga kam Schloss Rubein in Obermais bei Meran in Besitz der Schneeburger. Aus der Ehe ging der Sohn Hans Wolfgang, Truchsess Erzherzog Leopold V. hervor. Erzherzog Sigismund Franz erhob ihn am 31. August 1664 zu Innsbruck in den Freiherrenstand. Gleichzeitig wurde ihm die Vermehrung seines Wappens mit den erloschenen jüngeren Herren von Wanga gestattet. Er nannte sich nach einem Hof in Kurtatsch auch „auf der Platten“. Sein Urenkel Johann Maximilian erbte von Josef Freiherr von Schneeberg den Ansitz Lichtenthurn in Hötting bei Innsbruck. Dessen Enkel Alois heiratete 1834 Aloisia Gräfin von Stachelburg (1806–1836) und 1840 deren jüngere Schwester Antonia, wodurch zahlreiche Güter in und um Meran an die Schneeburg übergingen. Alois’ Töchter brachten den Besitz an die Freiherren von Giovanelli.

## Besitzungen (Auswahl)

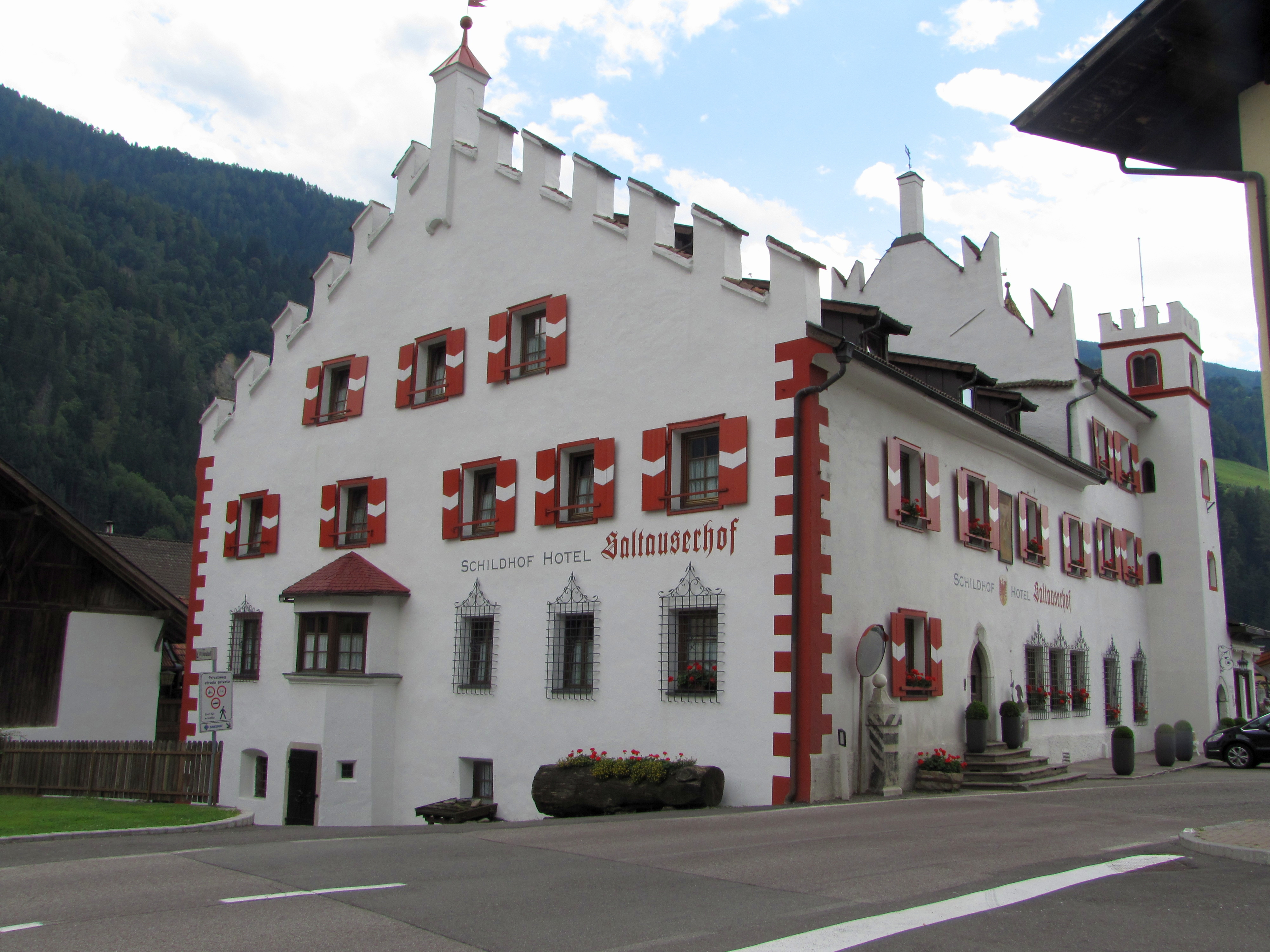
Schildhof Saltaus

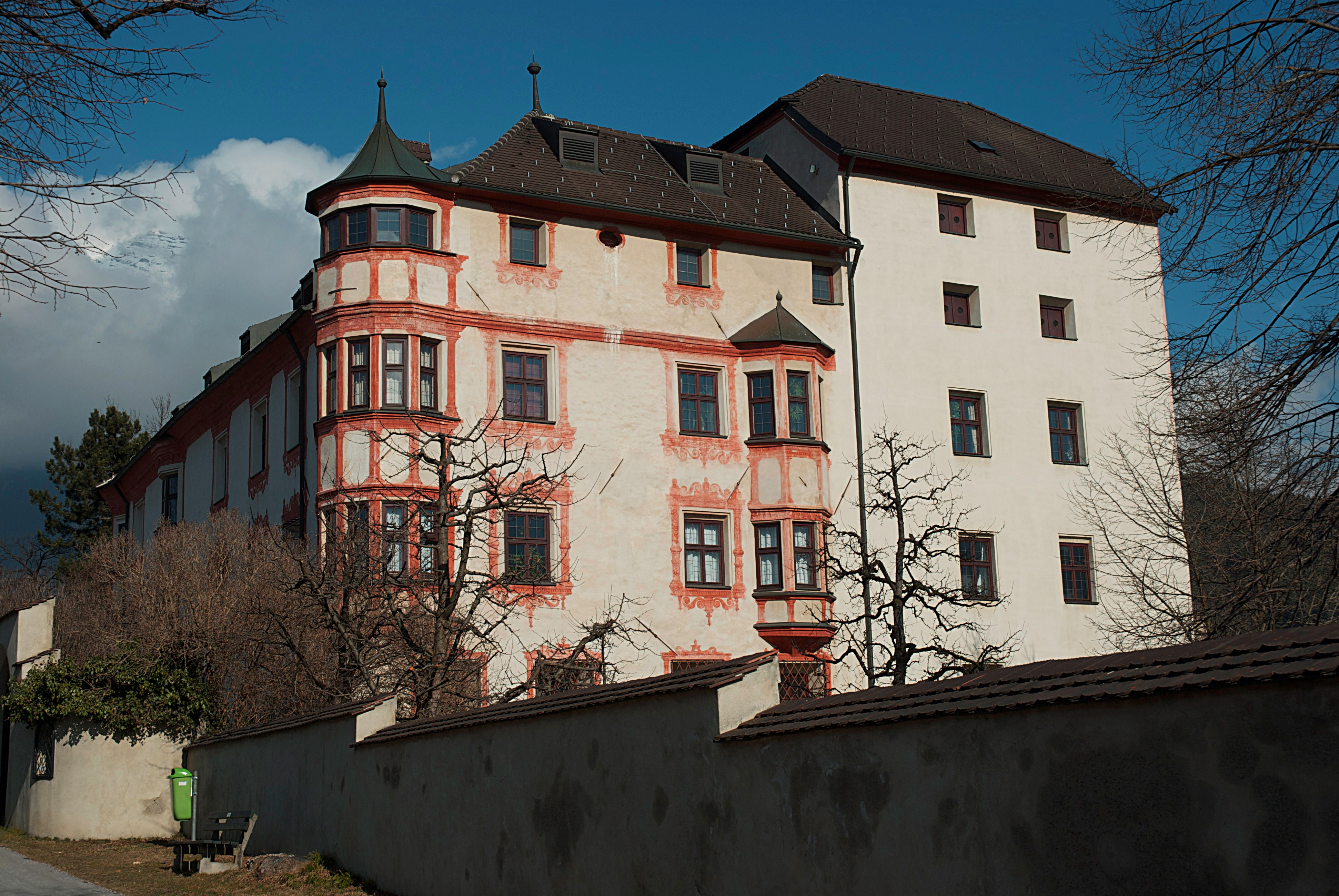
Ansitz Schneeburg

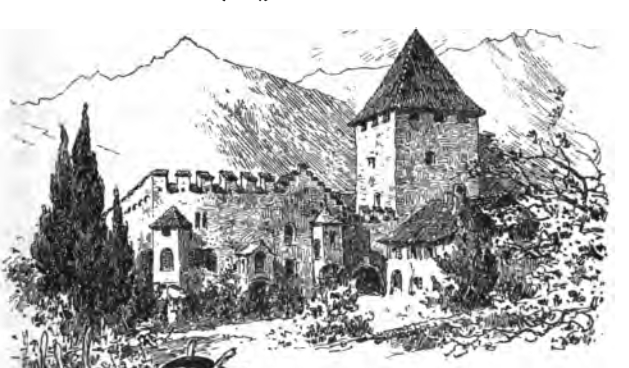
Schloss Rubein

- Schildhof Salthaus
- Ansitz Schneeburg
- Schloss Stumm
- Schloss Rubein
- Ansitz Lichtenthurn
- Ansitz Kränzl

## Wappen
Blasonierung Stammwappen: „Eine weiße Schneehaube auf roten Feld, verziert an der Spitze mit einem goldenen Knopf, umgeben von einer von Silber und Rot gewundenen, von innen herabhängenden Schnur.“

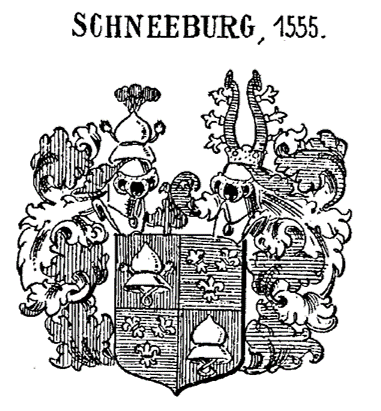
Vermehrtes Wappen derer von Schneeburg von 1555
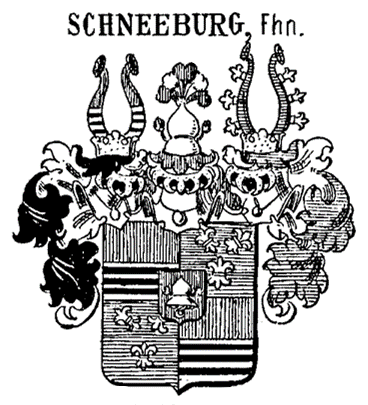
Wappen der Freiherren von Schneeburg
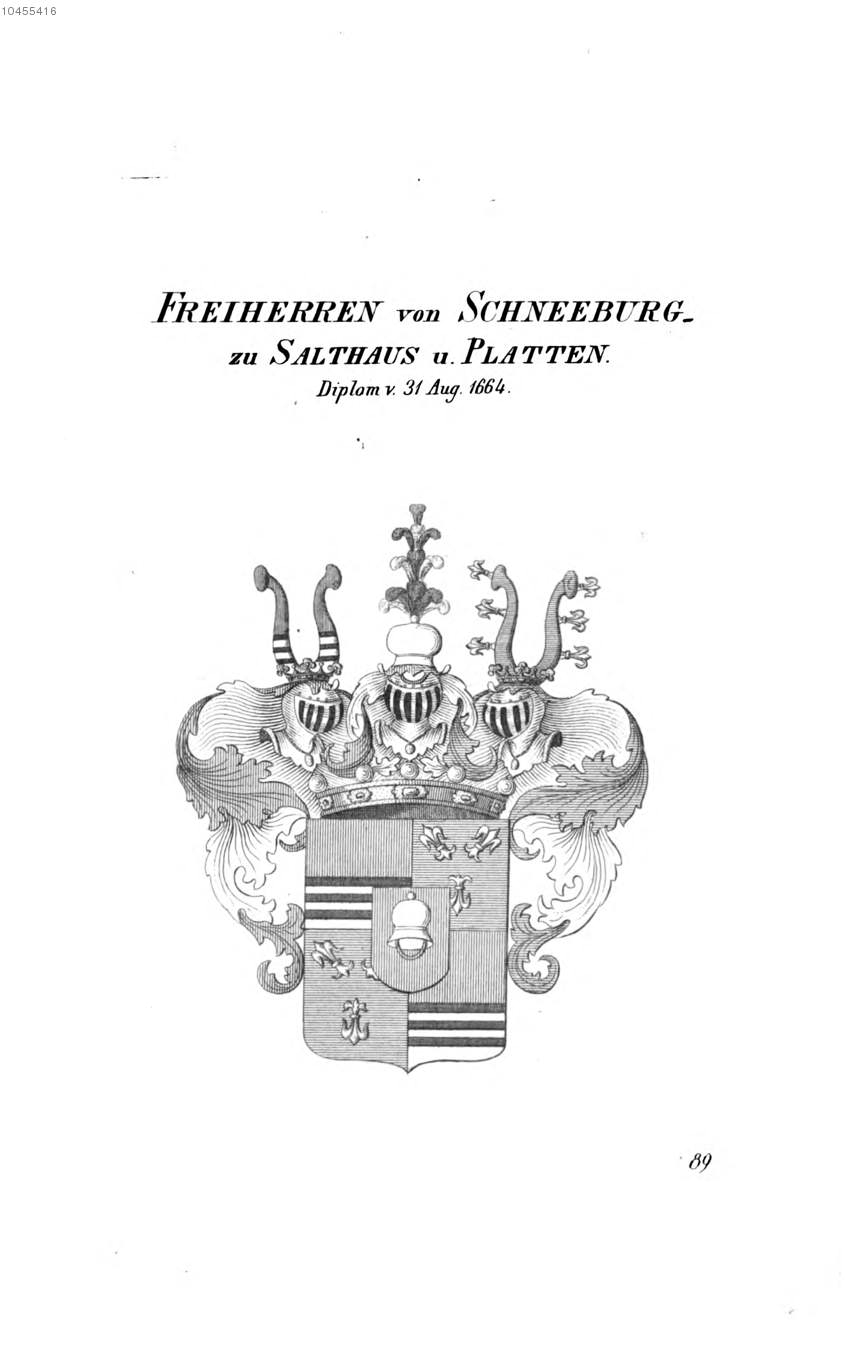
Wappen der Freiherren von Schneeburg zu Salthaus und Platten
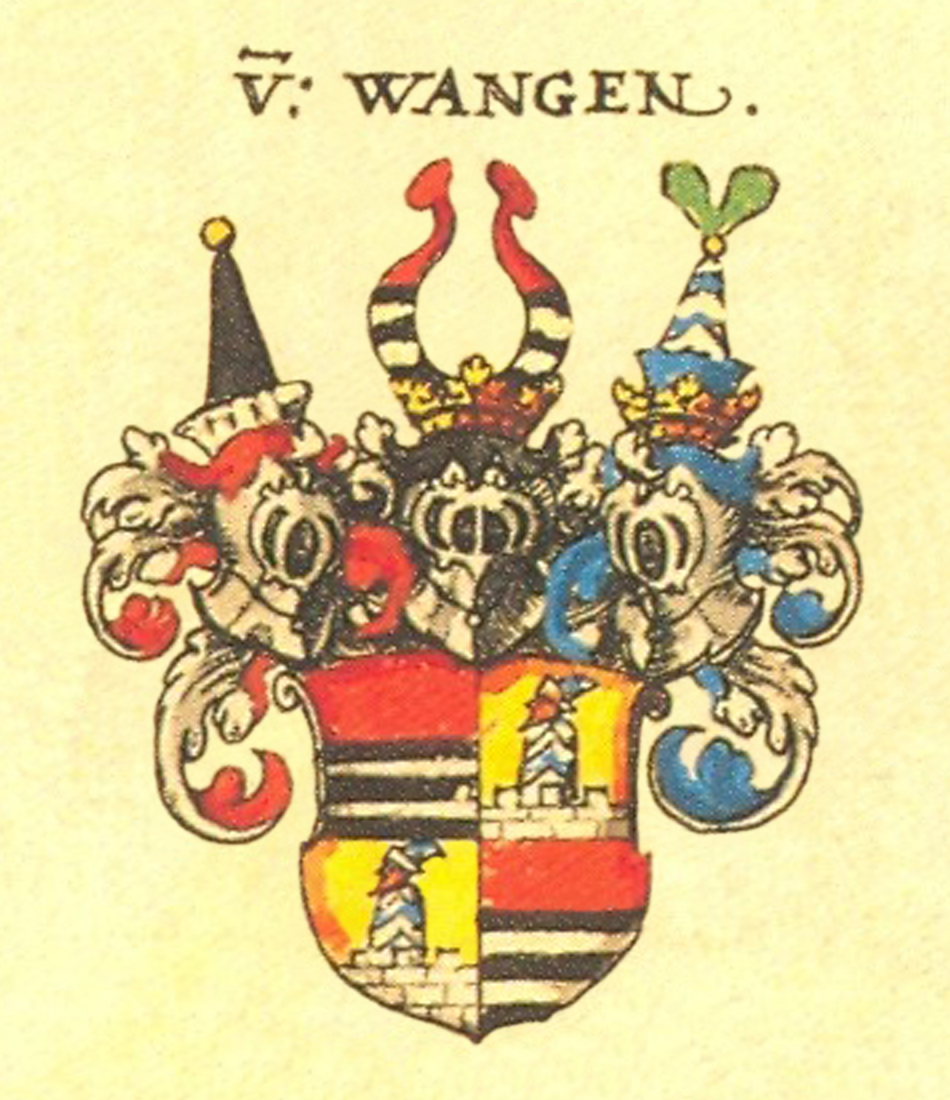
Wappen der Herren von Wangen

## Genealogie (Auswahl)

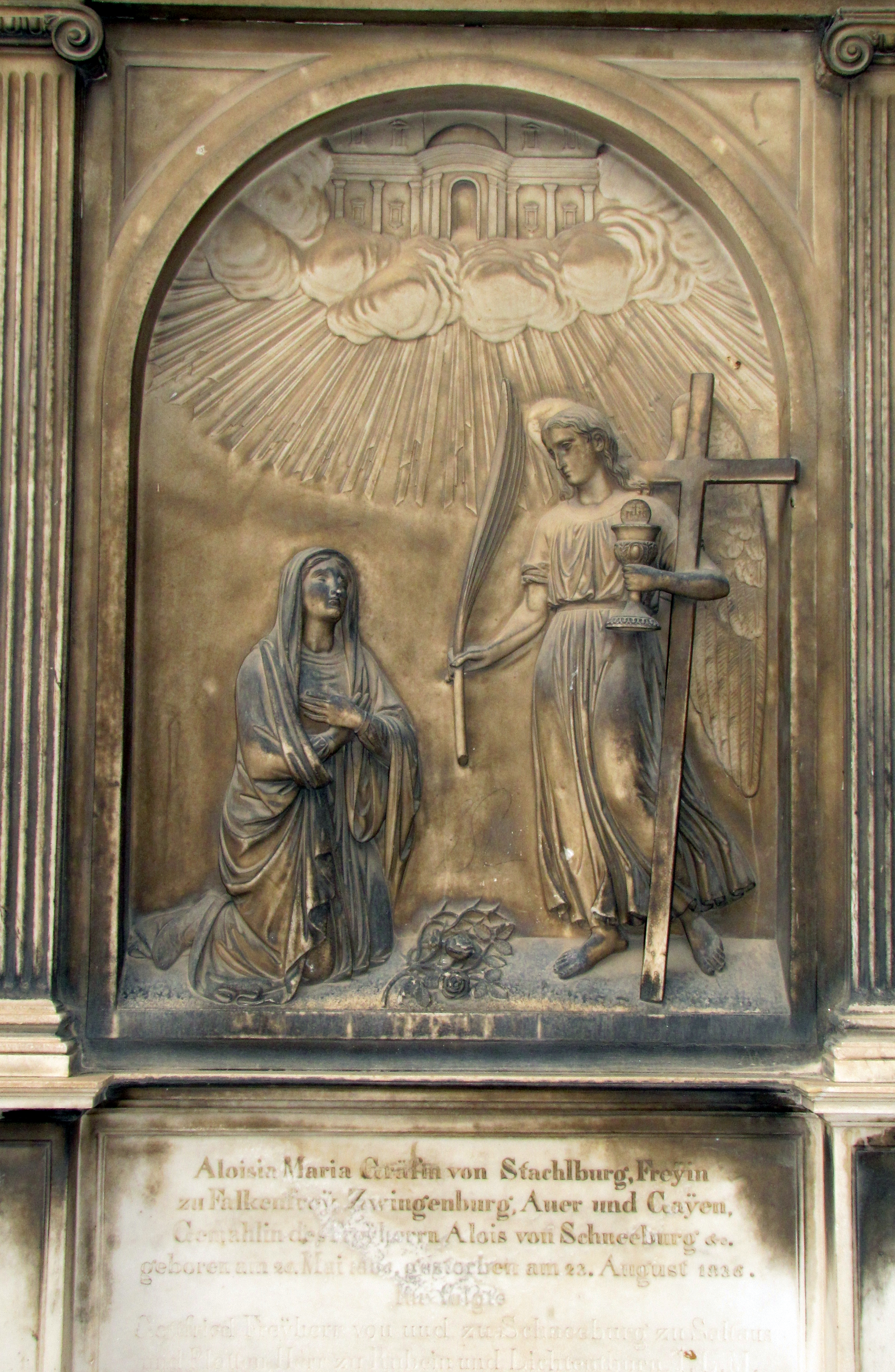
Epitaph für Aloisia geb. Gräfin von Stachelburg, Gemahlin von Alois Freiherr von Schneeburg an der Pfarrkirche St. Nikolaus in Meran

1. Peter ⚭ Katharina von Greuth zu Steinhaus
  1. Georg ⚭ Margaret de Benedictis
    1. NN ⚭ NN
      1. Ludwig ⚭ Anna Linger
        1. Hans ⚭ 1524 Helene Kripp von Brumberg
          1. Rupert ⚭ Sara Riß von Kössendorf
            1. Ludwig ⚭ Maria von Wanga zu Rubein
              1. Johann Wolf, Freiherr ⚭ Maria Barbara Gräfin von Trautmannsdorf
                1. Philipp Rupert, Freiherr (1652–1719) ⚭ 1679 Anna Catharina Fuchs von Fuchsberg und Lebenberg
                  1. Anton Franz Wolf (1699–1765) ⚭ 1729 Franziska Caroline Gräfin von Engl zu Wagrain
                    1. Johann Maximilian Ignaz, Freiherr (1730–1811) ⚭ 1759 Johanna Leopoldine Gräfin von Mamming zu Steinachheim
                      1. Johann Nepomuk Anton, Freiherr (1761–1835) ⚭ 1793 Maria Josepha Aloisia Gräfin von Lodron
                        1. Maria Josepha Anna, Freiin (* 1793) ⚭ Leopold Friedrich Graf von Spaur zu Flavon
                        2. Maria Johanna Anna, Freiin (1794–1875) Oberdechantin des Innsbrucker Damenstifts[2]
                        3. Gottfried Franz Rupprecht, Freiherr (1796–1837) ⚭ 1827 Marie Gräfin Arz von Wasegg
                          1. Rudolf, Freiherr (1828–1904) ⚭ 1863 Karoline Gräfin von Wolkenstein-Rodenegg (1840–1923)
                            1. Ruprecht, Freiherr (* 1864)
                            2. Anna, Freiin (* 1867) ⚭ 1907 Arthur Freiherr von Hipssich
                            3. Johanna, Freiin (1871–1934)
                            4. Philipp Jakob, Freiherr (1879–1888)

                          2. Oswald, Freiherr (1830–1889), Major ⚭ 1870 Sofie Gräfin Engl von und zu Wagrain (1831–1891)
                            1. Bertha, Freiin (* 1871) ⚭ 1890 Heinrich Graf von Spiegelfeld
                            2. Sigmund, Freiherr (* 1872)

                          3. Hildegard, Freiin (* 1832)
                          4. Ludmilla, Freiin (* 1833) ⚭ 1855 Gabriel Freiherr von Rumerskirch
                          5. Adelgunde, Freiin (* 1836)
                          6. Marie, Freiin (* 1838)

                        4. Carl Theodorich, Freiherr (1799–1860) ⚭ 1849 Maria Freiin Pilati von Thassul
                          1. Rosa Johanna, Freiin (* 1850)
                          2. Wilhelm, Freiherr (1852–1913), Landesgerichtsrat

                        5. Wilhelm, Freiherr, Domprobst von Olmütz (1801–1881)
                        6. Alois Franz, Freiherr (1803–1846) 1.⚭ 1834 Aloisa Gräfin von Stachelburg (1806–1836); 2.⚭ 1840 Antonie Gräfin von Stachelburg (1808–1859)
                          1. Elisabeth, Freiin (1841–1916) ⚭ 1860 Paul Freiherr von Giovanelli
                          2. Johanna, Freiin (1842–1875) ⚭ 1862 Joh. Nep. Freiherr von Giovanelli
                          3. Aloisia, Freiin (1844–1917) ⚭ 1863 Heinrich Freiherr von Giovanelli

                        7. Magdalena Antonia, Freiin (1804–1883) ⚭ 1828 Ignaz Freiherr Tschiderer von Gleifheim (1775–1858)
                        8. Marie Walburga (1809–1869) ⚭ 1836 Jaroslaus Freiherr von Prochazka

                      2. Leopold Johann, Freiherr (1762–1799), k.k Oberamtsrat in Bregenz
                      3. Elisabeth Johanna, Freiin (1764–1816) ⚭ 1783 Vinzenz Pius von Pichler
                      4. Maria Anna, Freiin (1765–1815) ⚭ 1805 Heinrich von Vintschgau zu Altenburg
                      5. Ignaz Johann (* 1767) ⚭ 1805 Maria Claudia Freiin von Sternbach
                      6. Joseph Johann, Freiherr (1769–1799) ⚭ 1799 Maria Barbara Limbeck von Lilienau
                        1. Maximilian, Freiherr (1799–1869)[3]

## Persönlichkeiten
- Gottfried von Schneeburg (1796–1837), k. k. Kämmerer, Appellationsgerichtsrat in Venedig
- Johann Wolfgang von Schneeburg, Truchsess Erzherzog Leopold V.
- Joseph Johann von Schneeburg (1769–1799), k. k. Hauptmann
- Maria Johanna von Schneeburg (1794–1875), Sternkreuzdame, Oberdechantin des Damenstifts in Innsbruck
- Oswald von Schneeburg (1830–1889), k. k. Kämmerer, Hauptmann
- Rudolf von Schneeburg (1828–1904), k. k. Kämmerer, Hauptmann, Mitglied des Abgeordnetenhauses 1889–1891[4]
- Wilhelm von Schneeburg (1801–1881), Prälat und Dompropst in Olmütz
- Wilhelm von Schneeburg (1852–1913), Landesgerichtsrat und Bezirksvorsteher in Neufelden[5]